# Lago de Nangbéto
El lago de Nangbéto (en francés: Lac de Nangbéto) es un embalse o lago artificial en el país africano de Togo. Se formó por la construcción de la represa de Nangbéto en 1987 y se encuentra a lo largo del río Mono aproximadamente a la mitad de su curso, en la región central a unos 90 km en línea recta desde la capital nacional, la ciudad de Lomé.
La presa es producto de una alianza para generar electricidad entre Togo y Benín. La construcción se llevó a cabo principalmente por la empresa alemana Hochtief AG y se financió con créditos internacionales.